# Горіхова олія

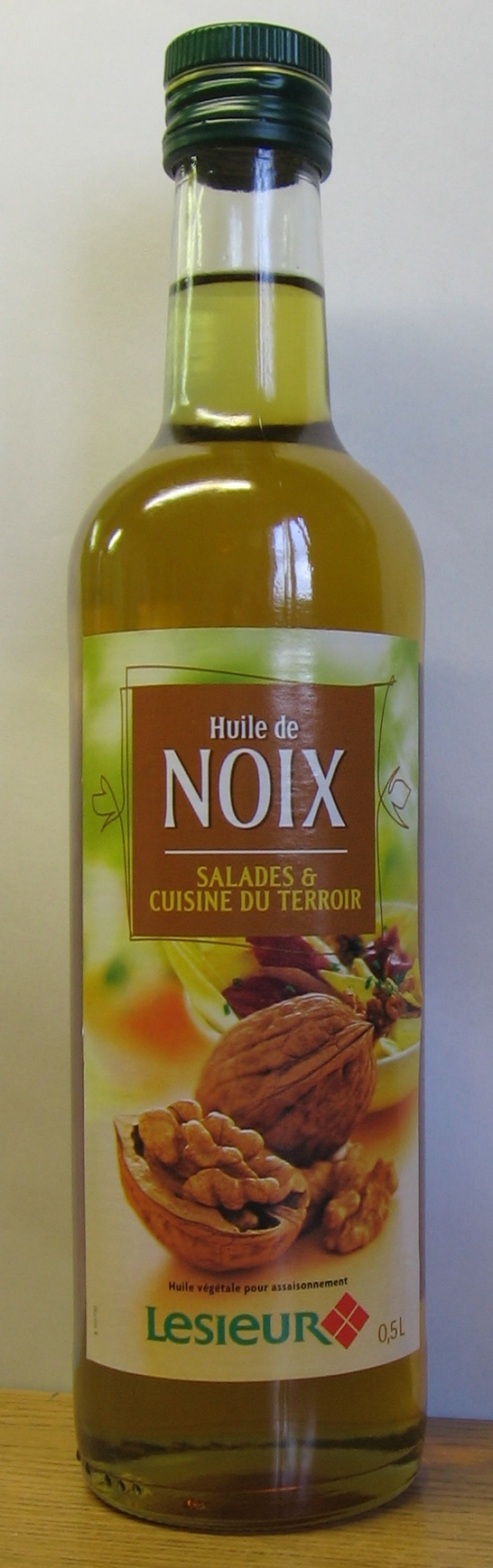
Горіхова олія

Горіхова олія — жирна олія, що отримується з плодів волоського горіха. Після зняття з дерева горіхи повинні лежати 3-4 місяці, протягом яких вони дозрівають і вміст олії в них збільшується; свіжі горіхи містять багато молочного соку, який при пресуванні змішується з олією; при занадто тривалому зберіганні горіхів, олія в них гіркне. При приготуванні олії горіхи спочатку розбивають, відокремлюють шкаралупу, роздрібнюють ядра, і потім подрібнені масу піддають пресуванню спочатку на холоді. Макуху від першого пресування знову подрібнюють, змочують теплою водою і знову пресують, іноді при нагріванні. При першому пресуванні отримують 30—35 % олії, при другому — 10—15 %. Горіхова олія містить ті ж гліцериди, як лляна і, крім того, гліцериди лаврової (C12H24O2) і миристинової (C14H28O2) кислот. Олія, отримана пресуванням при звичайній температурі, безбарвна або слабкого зеленого кольору, дуже приємного смаку; відпресована при нагріванні, більш забарвлена і гіршого смаку. Щільність — від 0,925 до 0,927, температура затвердіння від −18 до −28 ° C, коефіцієнт обмилювання 286 і йодне число 142—144; легко висихає; при збереженні гіркне. Вживається як харчова олія, причому на смак перевершує оливкову; в техніці застосовується для приготування друкарської фарби та для миловаріння. Макуха, одержувана при добуванні горіхової олії, йде на корм худобі. Олія фальсифікується в продажу додаванням лляної.